# Comtat de Güell
El comtat de Güell és un títol nobiliari concedit el 1908 pel rei Alfons XIII a l'empresari català Eusebi Güell i Bacigalupi. El 1911 va concedir als seus fills Claudi Güell i López i Santiago Güell i López el vescomtat i la baronia de Güell, respectivament.
El títol va ser rehabilitat el 1965 per Joan Maria Gerard Güell i Martos, fill del segon comte de Güell. La família Güell és originària de Torredembarra i està documentada des del 1558.

## Escut dels Güell
Les armes dels Güell són: Partit: al primer de gules, una banda d'argent; i al segon de gules, una creu trilobada d'argent i cantonada de quatre flors de lis nodrides d'argent. A Catalunya els Güell també usaren: de gules, dues bandes d'or. Les armes esculpides en les sepultures de la família Güell de Vilafranca en la capella de Sant Antoni, són aquestes: Partit: primer. de gules, amb dues bandes d'or, i segon, d'atzur, cinc estrelles de plata en sotuer; bordura de plata amb aquest lema en lletres de sable: "Si ergo me queritis sinite hos abire".

## Comtes de Güell
|                         | Titular                          | Període                 |
| Creació per Alfons XIII | Creació per Alfons XIII          | Creació per Alfons XIII |
| ----------------------- | -------------------------------- | ----------------------- |
| I                       | Eusebi Güell i Bacigalupi        | 1908-1918               |
| II                      | Joan Antoni Güell i López        | 1918-1958               |
| III                     | Joan Maria Gerard Güell i Martos | 1966-actual titular     |

## Història dels comtes de Güell
Eusebi Güell i Bacigalupi, I comte de Güell.
1. Es va casar amb Luisa Isabel López i Bru, els fills del qual van ser:
  1. Joan Antoni Güell i López, que va heretar el comtat de Güell, com a II comte, així com el marquesat de Comillas, com a III marquès.
  2. Claudi Güell i López, creat I vescomte de Güell, en 1911.
  3. Santiago Güell i López, creat I baró de Güell, en 1911.
  4. Eusebi Güell i López, que fou II vescomte de Güell, en heretar al seu germà Claudi, mort sense descendència.
  5. Isabel Güell i López, que va casar amb Carles de Sentmenat i de Sentmenat, IX marquès de Castelldosrius, II marquès d'Orís (per rehabilitació al seu favor en 1915), XXV baró de Santa Pau.
  6. Maria Cristina Güell i López, que va casar amb Josep Bertran i Musitu.

Li va succeir el seu fill:
- Joan Antoni Güell i López (1876-1958),[3] II comte de Güell, III marquès de Comillas, VI comte de San Pedro de Ruiseñada (per rehabilitar al seu favor l'antic Comtat de San Pedro del Álamo amb aquesta nova denominació de "San Pedro de Ruiseñada", Gentilhome Gran d'Espanya amb exercici i servitud del Rei Alfons XIII.

1. Va casar amb Virginia Churruca i Dotres, Dama de la Reina Victòria Eugènia d'Espanya.
2. Va casar en segones noces amb Josefina Ferrer-Vidal i Parellada, filla de Joan Josep Ferrer-Vidal i Güell, II marquès de Ferrer-Vidal, del qual no va tenir descendència.

Del seu primer matrimoni, fou el seu fill Juan Claudio Güell i Churruca, VII comte de San Pedro de Ruiseñada, que va casar amb María del Carmen Martos i Zabalburu, XII Marquesa de Fuentes i Dama de la Reina Victoria Eugènia i van ser pares de:
Joan Maria Gerard Güell i Martos, III comte de Güell, Gran d'Espanya (dignitat).
1. Va casar amb María de los Reyes Merry del Val y Melgarejo.